# Comuna Sotenäs
Sotenäs (Sotenäs kommun) este o comună din comitatul Västra Götalands län, Suedia, cu o populație de 8.928 locuitori (2013).

## Geografie

### Zone urbane
Lista celor mai mari zone urbane din comună (anul 2015) conform Biroului Central de Statistică al Suediei:
| Nr | Zona urbană   | Pop.  |
| -- | ------------- | ----- |
| 1  | Kungshamn     | 3.657 |
| 2  | Hunnebostrand | 2.053 |
| 3  | Smögen        | 1.292 |
| 4  | Bovallstrand  | 447   |
| 5  | Malmön        | 260   |

## Demografie
| \| Evoluția demografică în comuna Sotenäs, 1970–2015 \| Evoluția demografică în comuna Sotenäs, 1970–2015 \| Evoluția demografică în comuna Sotenäs, 1970–2015 \| Evoluția demografică în comuna Sotenäs, 1970–2015 \| Evoluția demografică în comuna Sotenäs, 1970–2015 \| \| ----------------------------------------------------------------------------------------------------- \| ------------------------------------------------- \| ------------------------------------------------- \| ------------------------------------------------- \| ------------------------------------------------- \| \| An \| \| \| Locuitori \| \| \| 1970 \| 1970 \| \| 9358 \| 9358 \| \| 1975 \| 1975 \| \| 9133 \| 9133 \| \| 1980 \| 1980 \| \| 9252 \| 9252 \| \| 1985 \| 1985 \| \| 9136 \| 9136 \| \| 1990 \| 1990 \| \| 9732 \| 9732 \| \| 1995 \| 1995 \| \| 9830 \| 9830 \| \| 2000 \| 2000 \| \| 9621 \| 9621 \| \| 2005 \| 2005 \| \| 9311 \| 9311 \| \| 2010 \| 2010 \| \| 9052 \| 9052 \| \| 2015 \| 2015 \| \| 9006 \| 9006 \| \| Sursa: SCB - Statistika Centralbyrån, Folkmängd efter region, civilstånd, ålder och kön. År 1968–2016 \| \| \| \| \| |      |  |           |      |
| Evoluția demografică în comuna Sotenäs, 1970–2015 |      |  |           |      |
| An |      |  | Locuitori |      |
| 1970 | 1970 |  | 9358      | 9358 |
| 1975 | 1975 |  | 9133      | 9133 |
| 1980 | 1980 |  | 9252      | 9252 |
| 1985 | 1985 |  | 9136      | 9136 |
| 1990 | 1990 |  | 9732      | 9732 |
| 1995 | 1995 |  | 9830      | 9830 |
| 2000 | 2000 |  | 9621      | 9621 |
| 2005 | 2005 |  | 9311      | 9311 |
| 2010 | 2010 |  | 9052      | 9052 |
| 2015 | 2015 |  | 9006      | 9006 |
| Sursa: SCB - Statistika Centralbyrån, Folkmängd efter region, civilstånd, ålder och kön. År 1968–2016 |      |  |           |      |